# Sony Ericsson W995
Sony Ericsson W995是Sony Ericsson旗下一部音樂手機，發售於2009年5月22日。最先於MWC 2009上發表，為Sony Ericsson公司于 2009上半年发布的旗艦手機。搭載810萬畫素相機，內建LED閃光燈。採用320×240像素的屏幕，26萬色2.6吋液晶TFT螢幕。研發代號為Hikaru。黑色及銀色、紅色版本先行發售，粉紅色版本亦已於稍後上市。

## 主要規格
- 大小：97×49×15毫米
- 重量：113克
- 屏幕：240×320像素 260000色 （TFT）
- 外型：滑蓋式手機
- 電池：930mAh鋰聚合物電池 (BST-38)
- 顏色：黑/銀/紅/粉紅

## 使用系統
- 制式：GSM四頻/WCDMA
- 作業系統：Sony Ericsson 自家封閉式系統 （A200）
- cpu：ARM11 369Mhz

## 數位功能
- 相機功能：810萬像素CMOS感光元件，副相機30萬像素CMOS
- LED閃光燈
- 影像功能：自動對焦、臉部追蹤、微笑快拍、AGPS 地理標記相片、BestPic
- 記憶體：內置:175MB(可用87.9MB) 外置:(购买手机时赠送8GB M2卡) (可擴充至 16GB)
- 內建 FM 收音機
- 內建 Walkman Player 3.0
- 內建 SensMe 技術
- Clear stereo、 Clear Bass 及 Clear Audio Experience技術
- CPU ARM11 369mhz

音樂與影片支援格式:MP3, WAV, eAAC+, WMA,MP4,M4A,3GP, AMR, MIDI

## 傳輸功能
- 藍芽、USB、隨身碟、電腦同步
- 網路：Wi-Fi802.11無線網絡、HSDPA、EDGE、GPRS、WCDMA
- MMS
- GPS全球定位系統、AGPS全球衞星輔助定位系統